# هوگو هارلی ریس
هارلی یا هوگو ریس (به انگلیسی: Hugo "Hurley" Reyes) نام یکی از شخصیت‌های داستانی مجموعه تلویزیونی گمشدگان محصول کانال ای بی سی آمریکا است. نقش این شخصیت را خورخه گارسیا بازی کرده‌است. او به خاطر استفاده از یک شماره شوم برنده جایزه بخت آزمایی شد که پس از این، اتفاقات بدی برای او و اطرافیان او افتاد. او اسپانیایی زبان و دارای مذهب کاتولیک است.
هارلی در تمام ۶ فصل لاست حضور دارد و از شخصیت‌های بامزه سریال است. تکیه کلام او در سریال Dude است که به‌طور بامزه‌ای ادا می‌شود.

## زندگی

### قبل از سقوط
پدر هارلی در کودکی وی خانواده را ترک کرد. اما پس از سال‌ها هنگامی که هارلی بزرگ شد برگشت. ریس با شماره ۴۸۱۵۱۶۲۳۴۲ در بخت آزمایی برنده و پولدار می‌شود اما پول بخت آزمایی همواره برای او بدبیاری می‌آورند و باعث مرگ اطرافیان وی می‌شود. او اعتقاد دارد که اعداد بخت آزمایی نفرین شده و شوم هستند.

### بعد از سقوط
او به گروه کمک می‌کند که غذا و آب باقیمانده را جیره‌بندی کنند. او همچنین یک زمین گلف برای تفریح و سرگرمی افراد در جزیره درست می‌کند. هارلی در جزیره به لیبی علاقه‌مند می‌شود. او پس از مرگ جک از جزیره محافظت می‌کند و جای جیکوب را می‌گیرد. در این دوران بن دستیار او بود.

### زندگی دیگر
او فردی پولدار و موفق است و به خاطر کارهای خیرخواهانه خود بسیار شناخته شده‌است. وی رئیس رستوران‌های Cluck's Chicken است. او به فرار کردن دزموند، سعید وکیت از دست پلیس کمک می‌کند.